# Henri Angonnet
Henri (Marcel, Roger) Angonnet, né le 7 novembre 1922 à Besançon (Doubs) et mort en action le 5 septembre 1944 à Montferrand-le-Château, est un résistant français,,.
Il rejoint les Forces françaises de l'intérieur, étant actif dans le groupe Ognon-Doubs à Mazerolles-le-Salin. Participant à la Libération de Besançon, il est tué à l'ennemi en même temps que André Brenot et Marcel Capiomont,. Il est reconnu mort pour la France, interné et déporté résistant, récipiendaire de la médaille de la Résistance à titre posthume le 2 avril 1959, cité à Besançon à Notre-Dame de la Libération, au monument aux morts, au Livre d’Or des habitants morts pour la France, ainsi qu'à Mazerolles-le-Salin et Montferrand-le-Château aux monuments aux morts,.